# London Chinese Catholic Centre
London Chinese Catholic Centre is een rooms-katholieke parochie in Londen, Verenigd Koninkrijk. De parochie is in de jaren 80 van de 20e eeuw ontstaan. Ze is onderdeel van het aartsbisdom Westminster.
De parochie wordt gezien als een migrantenkerk voor Chinezen. Bij de activiteiten zijn hoofdzakelijk Standaardkantonees en Standaardmandarijn de voertalen. De schrijftaal die gebruikt wordt in deze gemeenschap is voornamelijk traditioneel Chinees en Engels. De parochie houdt haar katholieke missen in de Londense Our Lady of the Assumption RC Church in de wijk Bethnal Green.
Elke zondagmiddag wordt er in de kerk een katholieke mis opgedragen in het Standaardkantonees en Standaardmandarijn.